# 에른스트 부슈
에른스트 부슈(Ernst Busch, 1885년 7월 6일 ~ 1945년 7월 17일)는 제2차 세계 대전 당시 독일의 원수이다.

## 생애

### 젊은 시절 및 이력
부슈는 독일의 에센-슈텔레 (Essen-Steele)에서 태어나, 그로스 리히터펠데 (Groß Lichterfelde) 사관학교에서 교육받았다. 부슈는 1904년, 프로이센 육군에 들어가 제1차 세계 대전 당시 서부 전선에 참전하였다. 1918년 푸어 르 메리트 (Pour le Mérite) 훈장을 받았으며, 전후에는 군에 남아 1925년, 수송 부대의 검열관에 임명되었다. 1930년에는 소령으로 승진하여 제9연대의 지휘관이 되었다.

### 제2차 세계 대전
부슈는 1939년 폴란드 침공 당시 빌헬름 리스트 (Wilhelm List) 밑에서 복무하였고, 이듬해 독일 제16군을 이끌고 서부 공세에 참전하였다. 부슈는 이러한 분투로 아돌프 히틀러에게 기사철십자장을 수여받았다.
1941년 9월 8일, 부슈가 이끄는 독일 제16군은 데미얀스크 (Demyansk)에서 레닌그라드 포위전에 참여하기 전에, 바르바로사 작전에 참여하였다. 붉은 군대에 의한 반격에도 불구하고, 부슈의 군대는 스타라야루사와 오스타시코프 사이를 지켜냈고, 그는 이를 인정받아 원수로 승진되었다. 그는 1943년과 1944년에 중앙군 집단을 이끌었으나, 참담한 1944년 6월의 패배 이후, 히틀러에 의해 1944년 7월 초에 파면되었고, 그의 자리를 발터 모델 원수가 대신하였다.
부슈는 1945년 3월, 북서군집단의 사령관으로 복귀하였으며, 그는 쿠르트 슈투덴트 (Kurt Student) 가 이끄는 제1공수부대 (1st Parachute Army)와 함께, 사전에 버나드 몽고메리 원수와 연합군의 독일 진군을 저지하는 임무를 맡았다. 1945년 5월 3일, 몽고메리에게 항복하였으며, 1945년 7월 17일, 잉글랜드 올더숏에 있는 포로 수용소에서 협심증으로 사망하였다. 사후에는 스태포드셔에 있는 캐넉 체이스 독일 전쟁 묘지에 묻혔다.